# Hemiphragma heterophyllum
Hemiphragma heterophyllum Wall., 1822 è una pianta perenne della famiglia delle Plantaginaceae. È l'unica specie del genere Hemiphragma Wall., 1822 e della tribù Hemiphragmeae Rouy, 1927.

## Etimologia
Il nome generico (Hemiphragma) significa "semi-separazione" è fa riferimento alla struttura del setto ovarico. L'epiteto specifico (heterophyllum) indica che sulla stessa piante sono presenti foglie con forme diverse (dimorfismo fogliare).
Il binomio scientifico della pianta è stato definito dal chirurgo e botanico di origine danese (che ha lavorato in India) Nathaniel Wallich (28 gennaio, 1786 - 28 aprile 1854) nella pubblicazione "Transactions of the Linnean Society of London. London - 13(2): 612" del 1822. Il genere è stato definito dallo stesso autore nella medesima pubblicazione (Trans. Linn. Soc. Lond. - 13: 611), mentre il nome della tribù è stato definito dal botanico francese Georges Rouy (Parigi, 2 dicembre 1851 – Asnières-sur-Seine, 25 dicembre 1924) nella pubblicazione "Conspectus de la Flore de France, ou Catalogue général des espèces, sous-espèces, races, variétés, sous-variétés et formes hybrides contenues dans la "Flore de France", P. Lechevalier - 172" del 1927.

## Descrizione

### Portamento
Il portamento di questa specie è erbaceo perenne con fusti prostrati. L'indumento varia da pubescente a villoso. Il fusto ha una sezione quadrangolare a causa della presenza di fasci di collenchima posti nei quattro vertici, mentre le quattro facce sono concave.

### Foglie
Le foglie cauline hanno una disposizione opposta e sono dimorfiche: le foglie degli steli principali sono picciolate con forme da orbicolari a reniformi, alla base sono cordate e i margini sono grossolanamente dentati (2 - 7 denti per lato); le foglie dei rami ascellari sono piccole con forme lineari-subulate, sono numerose e soprattutto addensate in ciuffi. Lunghezza del picciolo: 2 – 5 mm. Dimensione delle foglie maggiori: 0,5 – 2 cm. Dimensione delle foglie minori: 3 – 5 mm.

### Infiorescenze
Le infiorescenze sono racemose con un fiore ascellare per racemo. I fiori, sottilissimi, sono sessili o brevemente pedicellati. Le bratteole sono assenti.

### Fiori
I fiori sono ermafroditi, zigomorfi e tetraciclici (ossia formati da 4 verticilli: calice– corolla – androceo – gineceo) e tetrameri (i verticilli del perianzio hanno più o meno 4 elementi ognuno).
- Formula fiorale:

X o * K (4-5), [C (4) o (2+3), A 2+2 o 2], G (2), capsula.
- Il calice, gamosepalo, è formato da un tubo terminante con 5 lobi subuguali e profondamente divisi. I lobi hanno delle forme da lineari a triangolari-lanceolate. Lunghezza dei lobi: 3 - 5 mm.

- La corolla, gamopetala e subruotata, è formata da un breve tubo campanulato terminante con 5 lobi raccolti in due evidenti labbra (corolla zigomorfa. Il colore è rosa o bianco. Lunghezza della corolla: 6 mm.

- L'androceo è formato da 4 stami inclusi nel tubo corollino. I filamenti sono filiformi e adnati al tubo della corolla. Le antere sono sagittate ed hanno due teche separate subconfluenti all'apice.

- Il gineceo è bicarpellare (sincarpico - formato dall'unione di due carpelli connati). L'ovario (biloculare) è supero con forme globose. Gli ovuli per loculo sono da numerosi a pochi (4 per loculo), hanno un solo tegumento e sono tenuinucellati (con la nocella, stadio primordiale dell'ovulo, ridotta a poche cellule).[14]. Lo stilo ha uno stigma clavato con forme acute. Il disco nettarifero è presente nella parte inferiore della corolla (sotto l'ovario). Lunghezza dello stilo: 1 mm.

### Frutti
I frutti sono delle capsule/bacche carnose di colore rosso con forme da ovoidali a globose; la superficie è lucida. I semi sono numerosi di colore giallo-marrone, con forme ovoidali e la testa liscia. Dimensione del frutto: 5 – 6 mm. Dimensione dei semi: 1 mm.

## Biologia
Questa specie si riproduce per impollinazione tramite insetti quali imenotteri, lepidotteri o ditteri (impollinazione entomogama) ovvero tramite il vento (impollinazione anemogama).
La dispersione dei semi avviene inizialmente a causa del vento (dispersione anemocora); una volta caduti a terra sono dispersi soprattutto da insetti tipo formiche (mirmecoria).

## Distribuzione e habitat
La distribuzione di questa specie va dall'Himalaya alla Cina. L'habitat tipico sono i pascoli alpini, le fessure nelle rocce e tra le erbe in generale. Queste piante si possono trovare a quote elevate comprese tra 2600 - 4100 m s.l.m.

## Tassonomia
La famiglia Plantaginaceae comprende 12 tribù, 105 generi e oltre 1 800 specie.

### Filogenesi
Storicamente Hemiphragma heterophyllum ha fatto parte della famiglia Scrophulariaceae (secondo la classificazione ormai classica di Cronquist). In seguito è stata descritta anche all'interno della famiglia Veronicaceae. Attualmente la classificazione APG assegna la specie alla famiglia delle Plantaginaceae.
Il genere Hemiphragma risulta "gruppo fratello" delle due tribù Digitalideae e Veroniceae e in posizione "basale" probabilmente a causa della sua morfologia "non-caratteristica" se confrontata con il resto della famiglia.

### Varietà
Per questa specie sono indicate tre varietà:
- Hemiphragma heterophyllum var. dentatum (Elmer) T. Yamazaki: le foglie sono larghe quanto sono lunghe; i margini fogliari hanno 3 - 5 dentelli per lato; i fiori sono brevemente pedicellati.
- Hemiphragma heterophyllum var. heterophyllum: le foglie sono larghe quanto sono lunghe; i margini fogliari hanno 5 - 7 dentelli per lato; i fiori sono subsessili.
- Hemiphragma heterophyllum var. pedicellatum Handel-Mazzetti: le foglie sono più larghe che lunghe.